# Shaun Jordan
Shaun Jordan (* 1. Februar 1968 in Jacksonville, Florida) ist ein ehemaliger Schwimmer aus den Vereinigten Staaten. Er gewann zwei olympische Goldmedaillen durch Einsätze in Staffelvorläufen.

## Karriere
Shaun Jordan studierte an der University of Texas at Austin. Mit dem Sportteam seiner Universität, den Texas Longhorns, gewann er von 1988 bis 1991 vier Mannschaftsmeisterschaften der National Collegiate Athletic Association (NCAA). 1989 und 1991 gewann er den Titel der NCAA über 100 Yards Freistil, 1991 zusätzlich den über 50 Yards Freistil.
Bei den Olympischen Spielen 1988 in Seoul siegte die 4-mal-100-Meter-Freistilstaffel aus den Vereinigten Staaten in ihrem Vorlauf mit Brent Lang, Doug Gjertsen, Shaun Jordan und Troy Dalbey. Im Finale gewannen Christopher Jacobs, Troy Dalbey, Tom Jager und Matt Biondi, wobei sie fast drei Sekunden schneller schwammen als die Vorlaufstaffel. Seit 1984 erhielten auch Staffelteilnehmer, die nur im Vorlauf angetreten waren, eine Medaille, wenn die Finalteilnehmer eine Medaille gewannen.
Bei den Schwimmweltmeisterschaften 1991 in Perth trat Jordan über 100 Meter Freistil an, konnte sich als 15. der Vorläufe aber nicht für den Endlauf qualifizieren. Bei den Pan Pacific Swimming Championships 1991 in Edmonton siegte die 4-mal-100-Meter-Freistilstaffel mit Shaun Jordan, Tom Jager, Jon Olsen und Matt Biondi. Über 100 Meter Freistil wurde Jordan Dritter hinter Matt Biondi und dem Australier Chris Fydler.
Im Jahr darauf bei den olympischen Schwimmwettbewerben 1992 in Barcelona qualifizierte sich die 4-mal-100-Meter-Freistilstaffel in der Besetzung Joe Hudepohl, Shaun Jordan, Joel Thomas und Jon Olsen mit der zweitbesten Zeit für das Finale. Im Finale siegten Joe Hudepohl, Matt Biondi, Tom Jager und Jon Olsen vor der Staffel des Vereinten Teams und den Deutschen.
1991 graduierte Shaun Jordan und 1997 machte er an der University of Texas seinen MBA. Er gründete eine Agentur für Sportmarketing, schloss sich aber 2003 einem Hedgefonds an, der mit Managed Futures handelt.